# Rhinocoeta armata
Rhinocoeta armata är en skalbaggsart som beskrevs av Karl Henrik Boheman 1857. Rhinocoeta armata ingår i släktet Rhinocoeta och familjen Cetoniidae. Inga underarter finns listade i Catalogue of Life.